# Hal Moore
Harold Gregory Moore Jr., detto Hal (Bardstown, 13 febbraio 1922 – Auburn, 10 febbraio 2017), è stato un generale e scrittore statunitense.
Tenente generale in congedo dell'esercito degli Stati Uniti, ha ricevuto la Distinguished Service Cross (la seconda più alta decorazione militare statunitense) per il coraggio e le doti di comando dimostrate alla guida del 1º Battaglione del 7º Reggimento cavalleria nella battaglia dello Ia Drang, avvenuta nel novembre del 1965 durante la guerra del Vietnam.

## Biografia

### Studi
Nato nel 1922 a Bardstown, capoluogo della contea di Nelson nel Kentucky, a 15 anni si è trasferito a Washington dove ha completato le scuole superiori, ha trovato un lavoro e alla sera ha frequentato la George Washington University per due anni prima di riuscire ad essere accettato all'accademia di West Point (1942). Qui si è laureato nel 1945 ed ha ripreso quindi gli studi interrotti alla George Washington University, per poi passare all'università di Harvard dove ha conseguito un master in relazioni internazionali.

### Carriera militare
Uscito da West Point con il grado di sottotenente ed inquadrato nella fanteria, ha prestato servizio in Giappone con il 187º Reggimento di Fanteria Aviotrasportata dal 1945 al 1948. Assegnato a Fort Bragg con l'82ª Divisione aviotrasportata, si è offerto volontario per partecipare, come membro di una speciale unità, ad alcuni test con un nuovo tipo di paracadute; nei due anni successivi si è trovato così ad effettuare circa 150 lanci di sperimentazione.
Nel 1952 venne trasferito al 17º Reggimento della 7ª Divisione di fanteria, partecipando alla guerra di Corea con il grado di capitano, dove ha guidato in combattimento una compagnia di fucilieri, ed una compagnia di mortai pesanti, guadagnando sul campo tre stelle di bronzo, di cui due per atti di coraggio. In seguito è entrato a far parte dello Stato maggiore, prima come aiutante di Reggimento e poi di Divisione,  Nel 1954 è assegnato a West Point con il grado di maggiore, in qualità di istruttore di tattica militare per la fanteria, e ciò per tre anni.

### Scrittore
Nel 1975, il Centro di Storia Militare dell'esercito degli Stati Uniti ha pubblicato Building a Volunteer Army: The Fort Ord Contribution, scritto da Moore e dal tenente colonnello Jeff M. Tuten. Il tascabile di 139 pagine è una monografia relativa agli esperimenti del progetto VOLAR durante il periodo in cui Moore era al comando di Fort Ord nel 1971-1973, verso la conclusione del progetto e la creazione del moderno sistema di esercito basato sul volontariato.
Nel 1992 ha scritto We Were Soldiers Once… And Young (edito in Italia da Piemme con il titolo Eravamo giovani in Vietnam), insieme a Joseph L. Galloway. Dal libro è stato tratto nel 2002 il film We Were Soldiers - Fino all'ultimo uomo, che è stato girato a Fort Benning e Fort Hunter Liggett, che narra il comando di Moore del 1º battaglione, 7º Cavalleria, di Fort Benning e nella Battaglia di Ia Drang. Nel film, Moore è stato interpretato da Mel Gibson, mentre Galloway è stato interpretato da Barry Pepper.
Hal Moore e Joseph L. Galloway hanno scritto un altro libro insieme, un seguito per la loro precedente collaborazione di grande successo, We Are Soldiers Still; A Journey Back to the Battlefields of Vietnam (edito in Italia da Piemme con il titolo Nessuno ha lasciato il Vietnam), un volume molto atteso e pubblicato nel 2008.

### Morte
Moore è deceduto nel sonno il 10 febbraio 2017 nella sua casa di Auburn, in Alabama, all'età di 94 anni.